# Флавија Максимијана Теодора
Флавија Максимијана Теодора (око 275 – пре 337) је била римска царица, супруга цара Констанција I Хлора.
Стари извори је често помињу као пасторку цара Максимијана, што је довело до тврдњи историчара Ота Сека и Ернеста Штајна да је рођена из ранијег брака између Еутропије, Максимијанове жене, и Афранија Ханибалијана. Овај човек је био конзул 292. године и преторијански префект под Диоклецијаном.
Тимоти Барнс оспорава ово гледиште наводећи да сви „извори пасторке“ своје информације црпе из делимично непоузданог дела Каисергесцхицхте (написаног у 4. веку), док поузданији извори помињу Теодору као Максимијанову природну ћерку. Закључује да је рођена најкасније  275. године, као ћерка неименоване прве Максимијановге супруге, вероватно једне од Ханибалијанових ћерки.
Пре 21. априла 289.  Теодора се удала за Флавија Валерија Констанција (касније познатог као цар Констанције I Хлор), након што се развео од своје прве жене Хелене, да би ојачао своју политичку позицију. Пар је имао шесторо деце:
- Флавије Далмације;
- Јулије Констанције, отац римског цара Јулијана и неименоване ћерке, жене цара Констанција II;
- Ханибалијан;
- Анастасија, која се удала за Басијана;
- Флавија Јулија Констанција, жена римског цара Лицинија;
- Еутропија, мајка Непоцијана.